# Neverwinter Nights: Hordes of the Underdark
Neverwinter Nights: Hordes of the Underdark – dodatek do komputerowej gry fabularnej Neverwinter Nights, wyprodukowany przez BioWare i wydany w 2003 roku przez Atari. Zawiera on nowe misje, postacie i przedmioty.